# Pejaten Timur
Pejaten Timur is een plaats (wijk) - (kelurahan) in het bestuurlijke gebied Pasar Minggu, Jakarta Selatan (Zuid-Jakarta) in de provincie Jakarta, Indonesië. De plaats telt 62.714 inwoners (volkstelling 2010).